# Sommerkardinal

Verbreitungsgebiet des Sommerkardinals:
Rot: Brutgebiet im Sommer
Gelb: Vogelzuggebiet
Blau: Überwinterungsgebiet

Der Sommerkardinal (Piranga rubra), auch Sommertangare genannt, ist ein Singvogel (Passeri) aus der Familie der Kardinäle (Cardinalidae).

## Merkmale
Der Sommerkardinal erreicht eine Körperlänge von ca. 18 Zentimetern und eine Flügelspannweite von 28 bis 30 Zentimetern. Zwischen den Geschlechtern besteht ein starker Sexualdimorphismus. Das gesamte Körpergefieder einschließlich der Schwanzfedern zeigt bei den Männchen eine kräftige rote Farbe, lediglich die Federn der Flügel sind zuweilen leicht verdunkelt. Junge Männchen sind zunächst unregelmäßig gelbbraun und rötlich gemustert. Die Weibchen haben eine olivgelbe Ober- sowie eine gelbe Unterseite. Die Flügeldecken sind gelbbraun. Der kräftige Schnabel ist bei beiden Geschlechtern gelbgrau, die Iris schwarz, Beine und Füße haben eine graue Farbe.

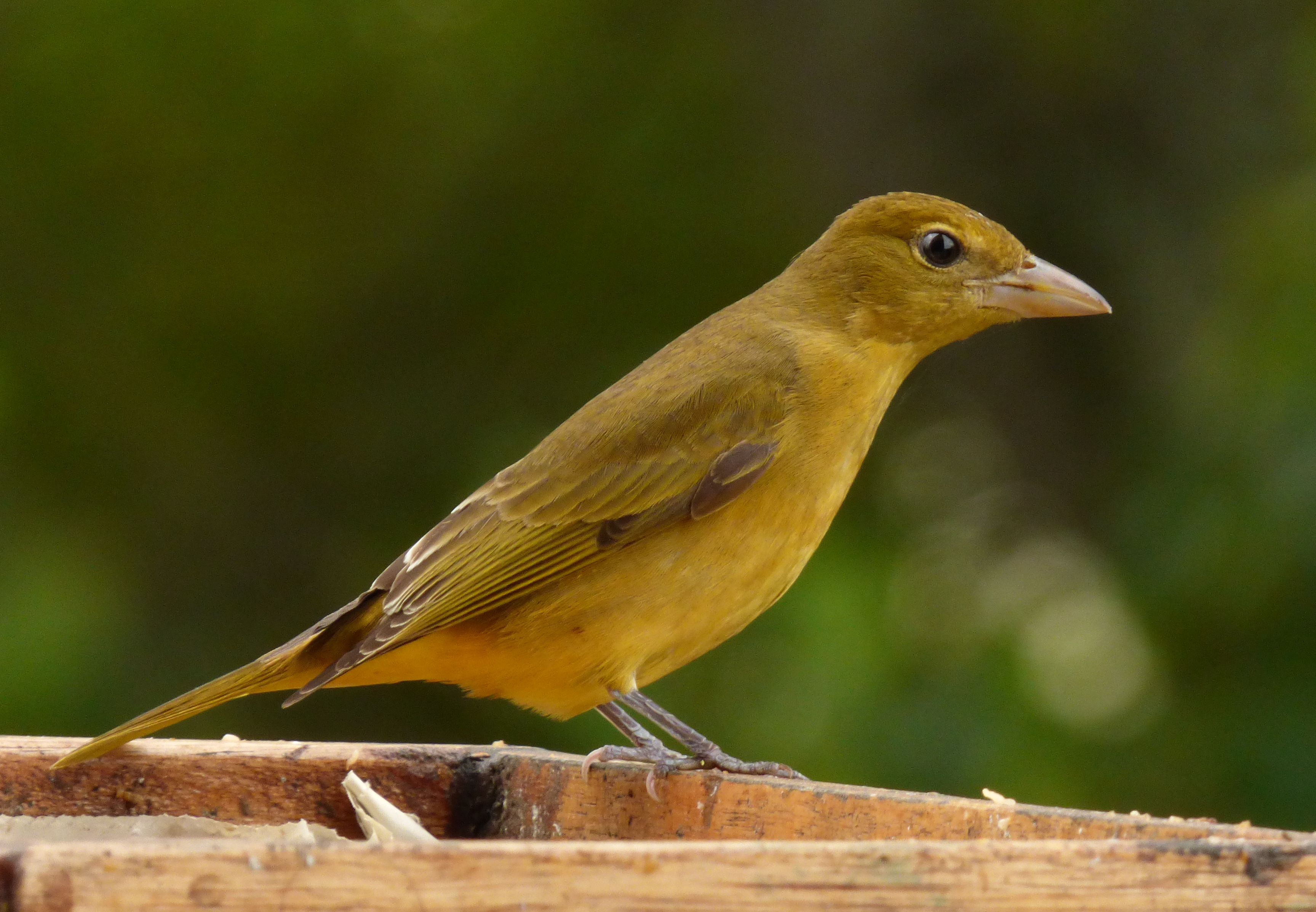
Weibchen
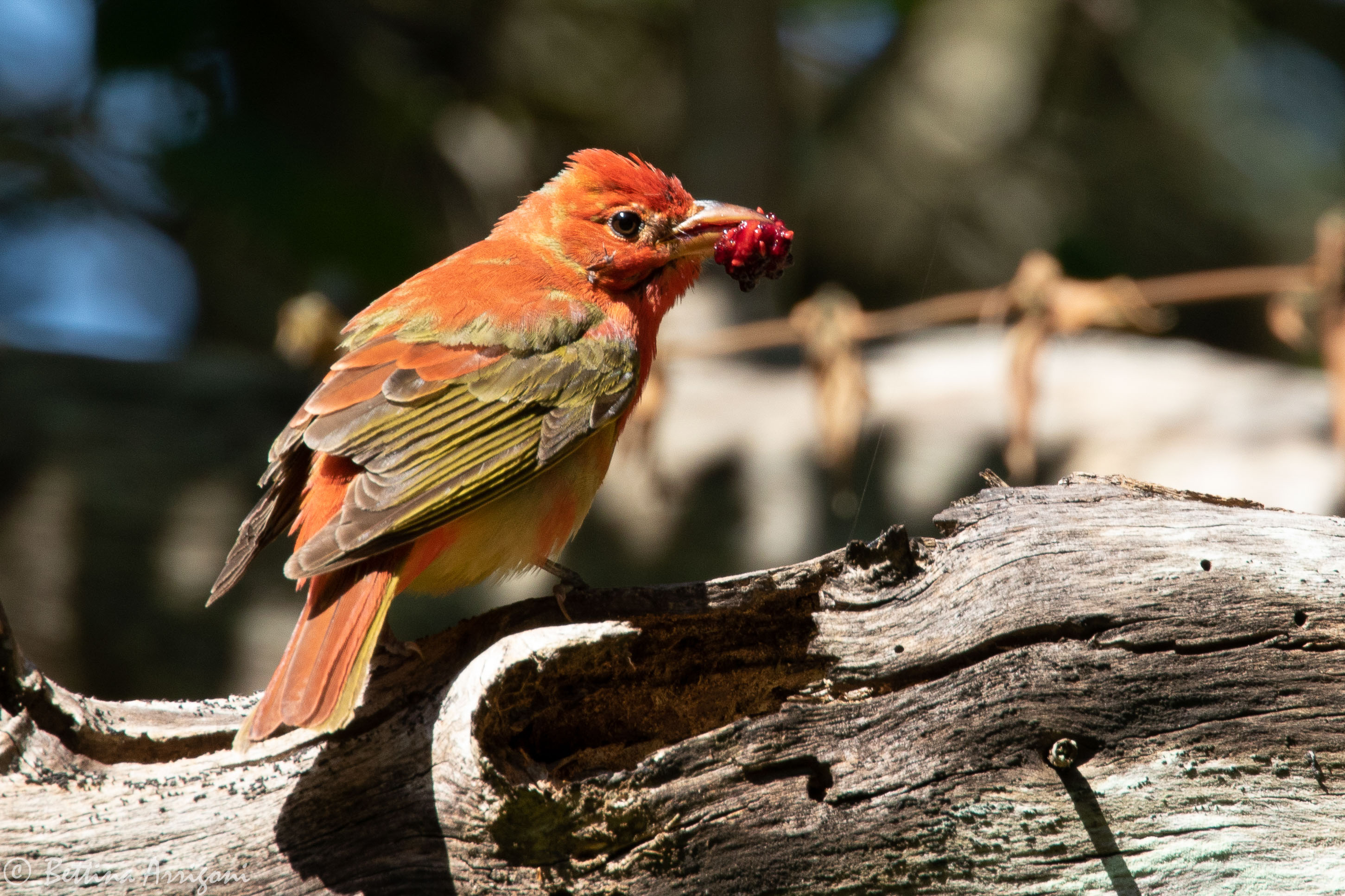
Halberwachsener männlicher Vogel
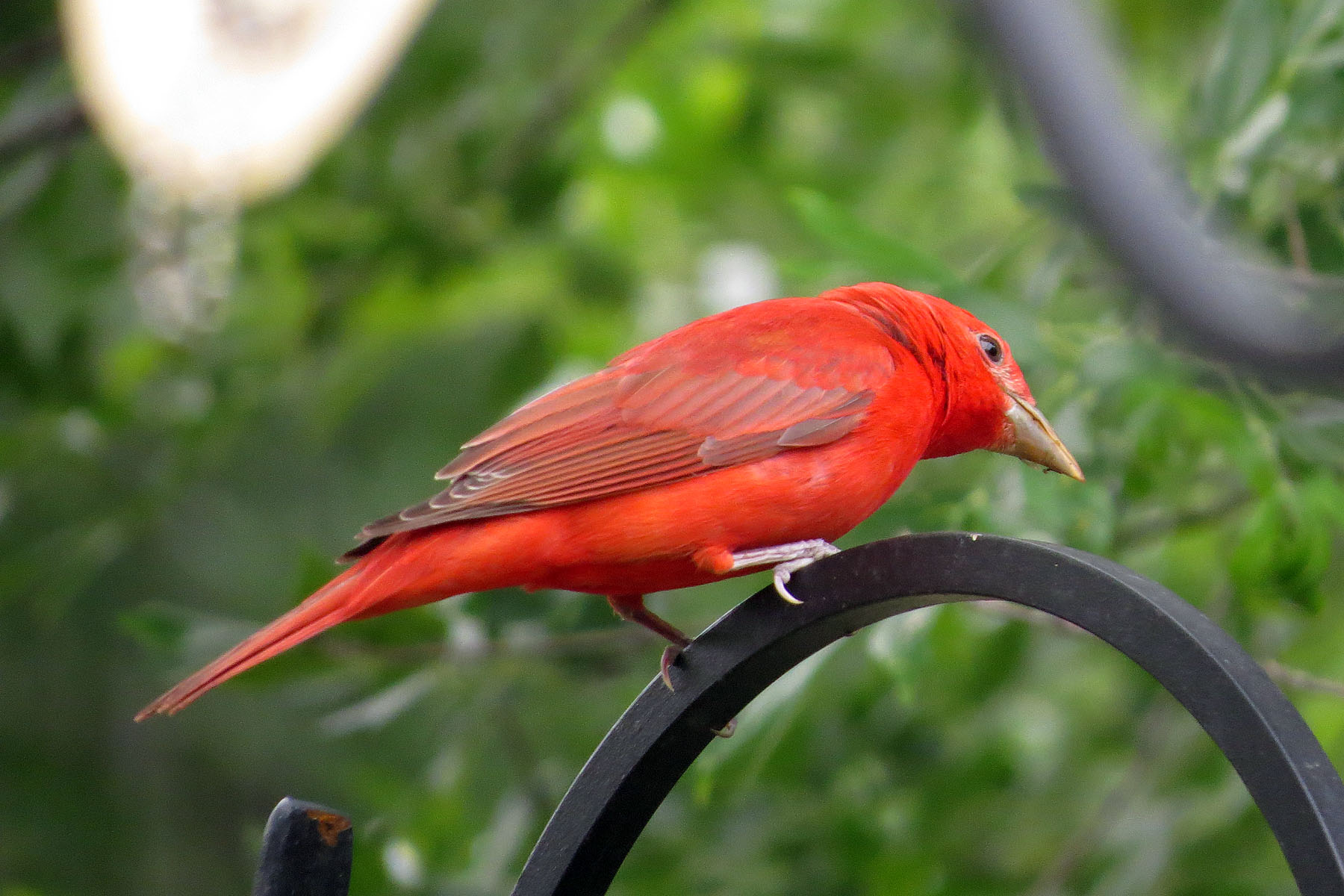
Männchen

## Ähnliche Arten
Der Zinnoberkardinal (Piranga flava) ist dem Sommerkardinal bei beiden Geschlechtern sehr ähnlich, meist etwas blasser gefärbt. Sein Schnabel ist graublau. Inwieweit Piranga flava in mehrere eigenständige Arten aufgeteilt werden kann, muss noch untersucht werden. Der Scharlachkardinal (Piranga olivacea) unterscheidet sich aufgrund seiner schwarzen bzw. braunen Flügeldecken bei den Männchen bzw. Weibchen deutlich vom Sommerkardinal.

## Verbreitung, Unterarten und Lebensraum
Der Sommerkardinal kommt mit seiner Nominatform Piranga rubra rubra als Brutvogel im Süden und Teilen der Mitte der USA von der Ostküste bis nach Kalifornien vor. Im Norden Mexikos ist die Unterart Piranga rubra cooperi zu finden. Die Vögel halten sich bevorzugt in dichten Laub- und Mischwäldern auf. Im späten Herbst fliegen die Kardinäle über Südflorida und Südmexiko in den gesamten mittelamerikanischen Raum sowie bis in den Norden Südamerikas, wo sie überwintern.

## Lebensweise
Sommerkardinäle halten sich überwiegend in mittleren und hochgelegenen Bereichen von Laubbäumen auf. Sie ernähren sich bevorzugt von Bienen und Wespen, die sie im Fluge fangen. Bevor sie die Insekten verschlucken, schlagen sie diese gegen Zweige, um den Stachel zu entfernen. Zuweilen fressen sie auch deren Larven, wobei sie leicht zugängliche Bienenstöcke und Wespennester aufbrechen. Bevor die Vögel im Spätherbst ihre Wanderungen antreten, speichern sie Fettvorräte im Körper, um den langen Flug zu bewältigen.

## Bestand und Gefährdung
Der Sommerkardinal ist in seinen Vorkommensgebieten nicht selten und wird demzufolge von der Weltnaturschutzorganisation IUCN als „least concern = nicht gefährdet“ geführt.